# 弗朗索瓦·芒萨尔
弗朗索瓦·芒萨尔（法語：François Mansart，法語發音：[fʁɑ̃swa mɑ̃saʁ]；1598年1月13日—1666年9月23日）是一位法国建筑师。他将法式古典建筑元素引入巴洛克风格，复折式屋顶也被命名为曼萨德屋顶。
芒萨尔出生于法国巴黎的一个木匠家庭。

## 画廊

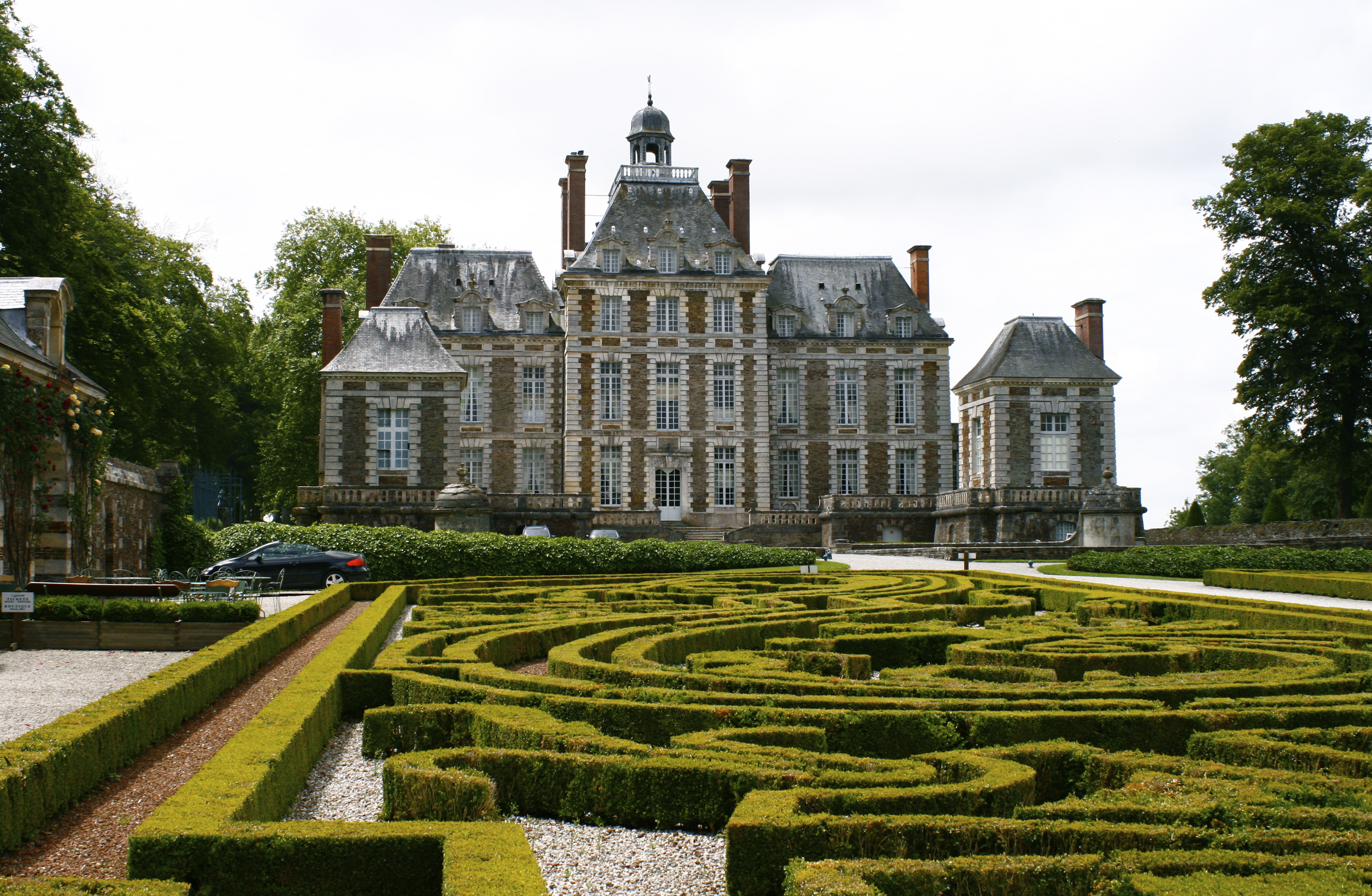
巴勒鲁瓦城堡（法语：Château de Balleroy），芒萨尔早期存世作品
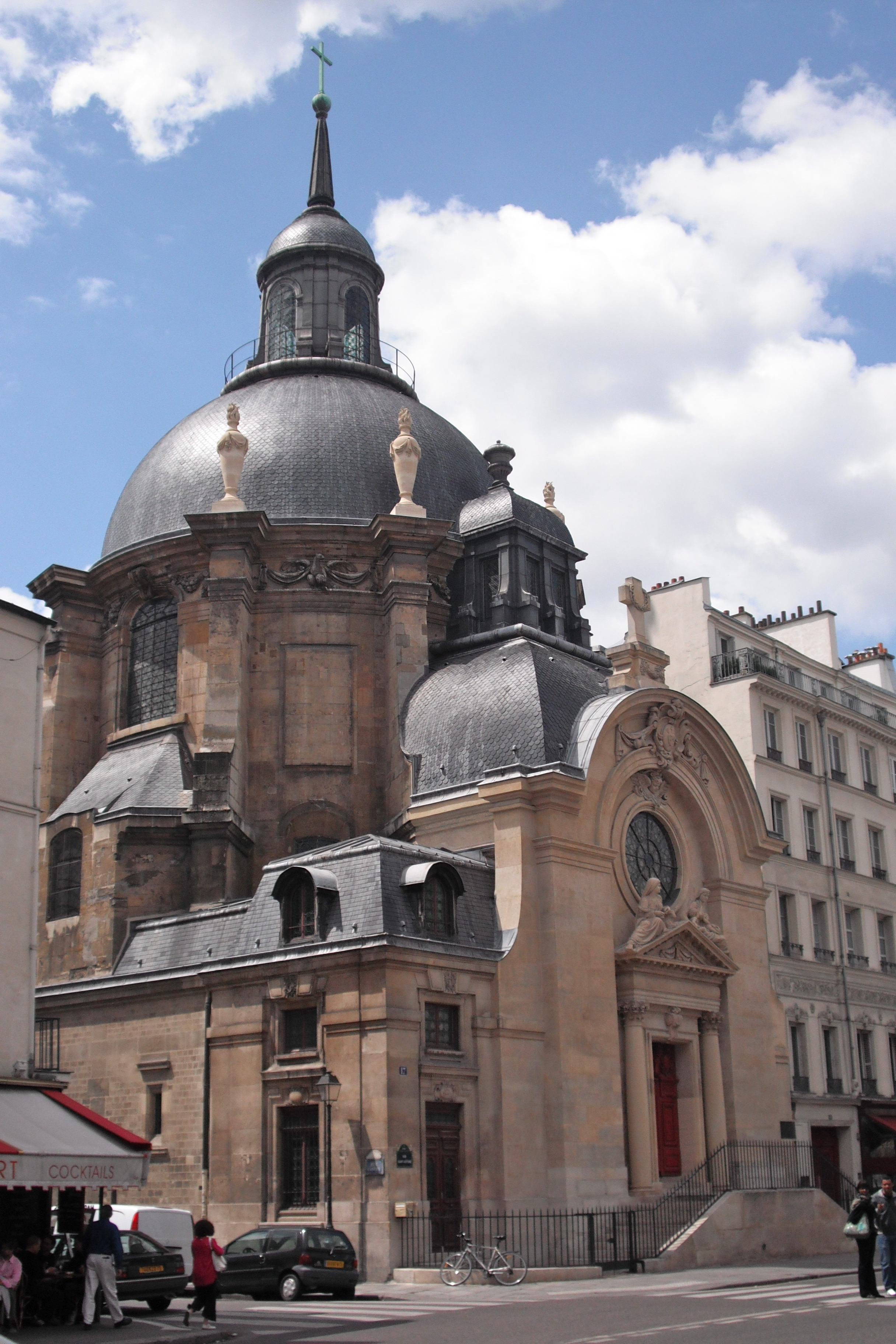
玛莱堂
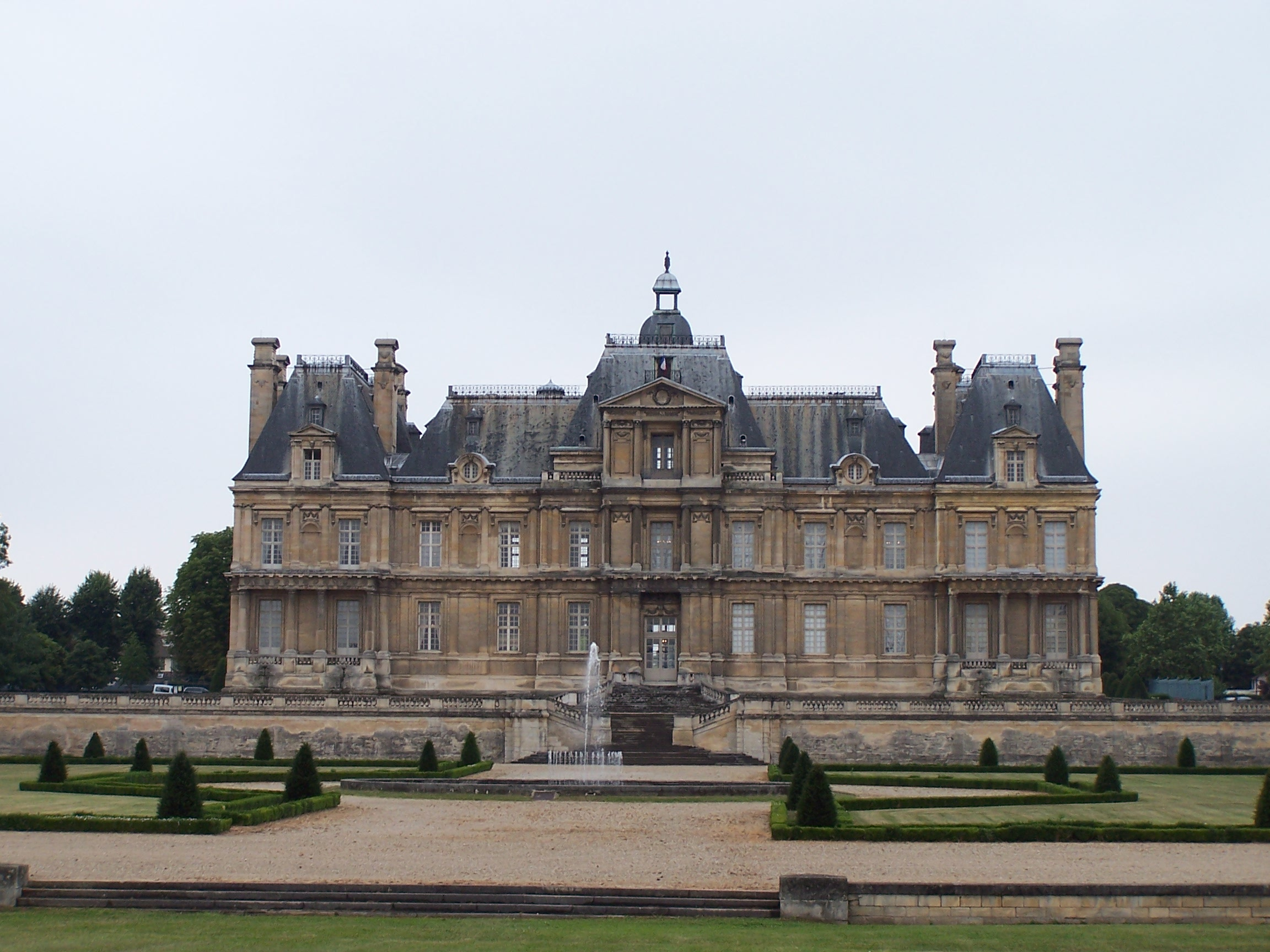
迈松拉菲特城堡，一个典型的法式建筑
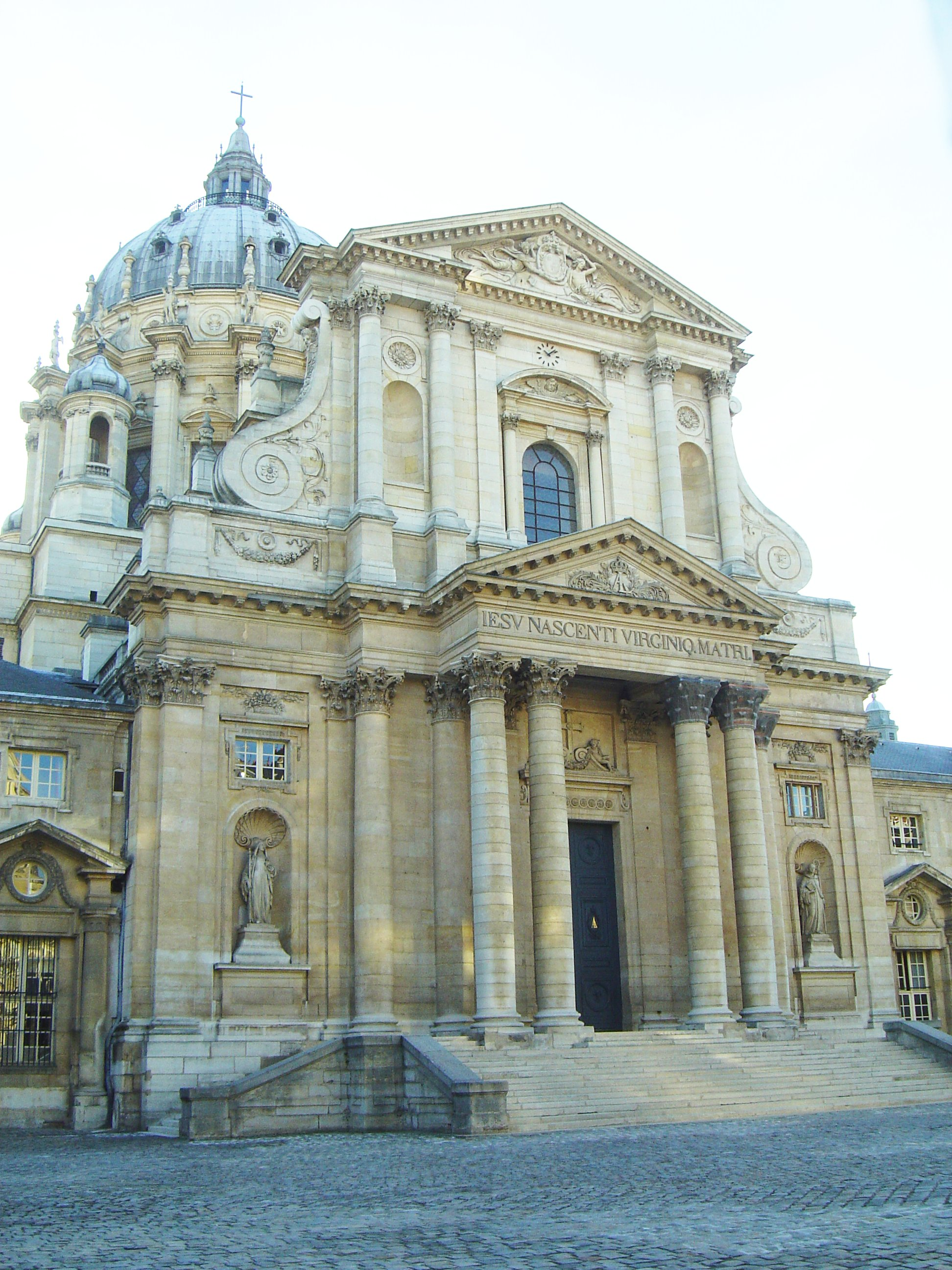
聖寵谷教堂，为奥地利的安妮而建